# FPAW
L'FPAW (in inglese FPA Worlds Championships) è la massima competizione sportiva di frisbee freestyle che ogni anno viene disputata in una città diversa nelle varie zone del mondo dove questa disciplina è più praticata. L'organizzazione del torneo è sotto la cura dell'FPA - Freestyle Players Association, così come la scelta del luogo di svolgimento. Viene solitamente svolto nei primi giorni di agosto, tranne alcune eccezioni.

## Vincitori attuali

### 2023 Medellìn,Colombia
Women Pairs:
1. Katy Gimma & Angela Avendano
2. lka Simon & Bianca Strunz
3. Char Powell & Monica Andrea Correa

Open Pairs:
1. James Wiseman & Daniel O'Neill
2. William Ho & Ryan Young
3. Santiago Sepulveda & Jhonatan Vanegas

Mixed Pairs:
1. James Wiseman & Ilka Simon
2. Daniel O'Neill & Angela Avendano
3. Katy Gimma & Pablo Azul

Open Coop:
1. James Wiseman, Ryan Young & William Ho
2. Tom Leitner, Daniel O'Neill & Anka Radwanska
3. Paul Kenny, Santiago Sepulveda & Jhonatan Vanegas

## Podi negli anni precedenti[1][2]

### 2022 Milan,Italy
Women Pairs:
1. Ilka Simon & Bianca Strunz
2. Char Powell & Katy Gimma
3. Zofia Wilczek & Benedicte Audet

Open Pairs:
1. James Wiseman & Mehrdad Hosseinian
2. Francesco Santolin, Anka Radwanska
3. Andres Rivera & Pablo Azul

Mixed Pairs:
1. Benedicte Audet & Edoardo Turri
2. Zofia Wilczek & James Wiseman
3. Katy Gimma & Daniel O’Neill

Open Coop:
1. Ryan Young, James Wiseman, Pavel Baranyk
2. Paul Kenny, Mehrdad Hosseinian, Edoardo Turri
3. Francesco Santolin, Marco Prati, Andrea Festi

### 2020 & 2021
Due to COVID19, the event was canceled.

### 2019 Seattle, Washington[3][4]
Women Pairs:
1. Ilka Simon, Juliana Korver
2. Mary Lowry, Emma Kahle
3. Cindy St. Mary, Lisa Hunrichs

Open Pairs:
1. Mehrdad Hosseinian, James Wiseman (Dropless)
2. Fredrich Finner, Fabian Dinklage
3. Thomas Notzel, Dave Schiller

Mixed Pairs:
1. Juliana Korver, James Wiseman
2. Maxine Mittempergher, Edoardo Turri
3. Emma Kahle, Pavel Baranyk

Open Coop:
1. Dave Schiller, Pave Baranyk, Ryan Young
2. James Wiseman, Daniel O'neill, Paul Kenny
3. Edoardo Turri, Mehrdad Hosseinian, Fredrich Finner

### 2018 Trnava, Slovacchia[3]
Women Pairs:
1. Lisa Hunrichs, Emma Kahle (77.4)
2. Ilka Simon, Juliana Korver (67.8)
3. Char Powell, Lori Daniels (63.2)

Open Pairs:
1. Ryan Young, James Wiseman (84.5)
2. Tom Leitner, Mehrdad Hosseinian (79.8)
3. Pavel Baranyk, Marco Prati (78.6)

Mixed Pairs:
1. Lisa Hunrichs, Matt Gauthier (85.7)
2. Emma Kahle, Daniel O'neall (79.5)
3. Juliana Korver, Dave Schiller (75.4)

Open Coop:
1. Dave Schiller, Pave Baranyk, Ryan Young (81.7)
2. Tom Leitner, Fabio Nizzo, Andrea Rimatori (79.8)
3. James Wiseman, Jake Gauthier, Matt Gauthier (79.7)

### 2017 Udine, Italia[9]
Open Pairs:
1. Ryan Young, James Wiseman (86.0)
2. Alex Leist, Randy Silvey (82.5)
3. Florian Hess, Christian Lamred (82.3)

Mixed Pairs:
1. Lori Daniels, James Wiseman (81.7)
2. Lisa Hunrichs, Matt Gauthier (79.1)
3. Eleonora Imazio, Fabio Sanna (78.0)

Women Pairs:
1. Lisa Hunrichs, Bianca Strunz (75.6)
2. Ilka Simon, Sophie Rickers (65.8)
3. Lori Daniels, Anna Merlo (59.4)

Open Coop:
1. Alex Leist, Florian Hess, Christian Lamred (79.2)
2. James Wiseman, Ryan Young, Randy Silvey (77.2)
3. Mehrdad Hosseinian, Paul Kenny, Marco Prati (74.3)

### 2016 Brooklyn, New York
Open Pairs:
1. Christian Lamred, Tom Leitner (82.9)[11]
2. Marco Prati, James Wiseman (82.5)
3. Florian Hess, Alex Leist (79.8)

Mixed Pairs:
1. Lisa Hunrichs, Matt Gauthier (82.3)
2. Emma Kahle, Jake Gauthier (81.1)
3. Ilka Simon, Jakub Kostel (75.8)

Women Pairs:
1. Lori Daniels, Amy Schiller (74.0)
2. Ilka Simon, Bianca Strunz (69.3)
3. Lisa Hunrichs, Emma Kahle (67.6)

Open Coop:
1. Alex Leist, Florian Hess, Christian Lamred (83.9)
2. Pavel Baranyk, Matt Gauthier, Jakub Kostel (81.2)
3. Mehrdad Hosseinian, Tom Leitner, Fabio Sanna (79.3)

### 2015 Karlsruhe, Germania:[12]
Open Pairs:
1. Mehrdad Hosseinian, Paul Kenny (82.2)[13]
2. Florian Hess, Alex Leist (79.1 won two categories)[14]
3. Claudio Cigna, Marco Prati (79.1 won one category)

Mixed Pairs:
1. Lisa Hunrichs, Matt Gauthier (74.4)
2. Amy Schiller, Dave Schiller (72.6)
3. Bianca Strunz, Sascha Höhne (70.0)

Women Pairs:
1. Lisa Hunrichs, Emma Kahle (77.6)
2. Ilka Simon, Bianca Strunz (62.5)
3. Lori Daniels, Amy Schiller (56.8)

Open Coop:
1. Paul Kenny, Balasz Major, Marco Prati (75.8)
2. Freddy Finner, Sascha Höhne, Jan Schreck (75.5)
3. Christian Lamred, Alex Leist, Florian Hess (74.1)

### 2014 Medellín, Colombia
Open Pairs:
1. Arthur Coddington, Jake Gauthier
2. Ryan Young, Paul Kenny
3. Alex Leist, Florian Hess

Mixed Pairs:
1. Lisa Hunrichs, Matt Gauthier
2. Eleonora Imazio, Fabio Sanna
3. Lori Daniels, Jake Gauthier

Women Pairs:
1. Ilka Simon, Bianca Strunz[15]
2. Lisa Hunrichs, Lori Daniels
3. Bethany Sanchez, Emma Kahle

Open Coop:
1. Daniel O'Neill, James Wiseman, Paul Kenny
2. Arthur Coddington, Jake Gauthier, Matt Gauthier
3. Larry Imperiale, Bill Wright, Randy Silvey

### 2013 Santa Cruz, California
Open Pairs:
1. Arthur Coddington, Jake Gauthier (73.4)
2. Matt Gauthier, James Wiseman (72.8)
3. Paul Kenny, Dave Murphy (69.9)

Mixed Pairs:
1. Lisa Hunrichs, Matt Gauthier
2. Irena Kulisanova, Randy Silvey
3. Lori Daniels, Dave Murphy

Women Pairs:
1. Lisa Hunrichs, Cindy St. Mary
2. Amy Schiller, Bianca Strunz
3. Emma Kahle, Mary Lowry

Open Coop:
1. Arthur Coddington, Matt Gauthier, Dave Murphy (66.5)
2. Jake Gauthier, Paul Kenny, Jeff O'Brien (63.6)
3. Larry Imperiale, Randy Silvey, Bill Wright (62.6)

### 2012 Riccione, Italia
Open Pairs:
1. Clay Collera, Andrea Dini (65.4)
2. Christian Lamred, Balu Major (59.9)
3. Claudio Cigna, Marco Prati (59.5)

Mixed Pairs:
1. Char Powell, Mike Galloupe (58.8)
2. Lori Daniels, Jake Gauthier (58.6)
3. Nadine Klos, Christian Lamred (56.1)

Women Pairs:
1. Lori Daniels, Emma Kahle (50.7)
2. Karolina Hagenbjörk, Bianca Strunz (48.6)
3. Lisa Hunrichs, Nadine Klos (44.3)

Open Coop:
1. Paul Kenny, Daniel O'Neill, James Wiseman (65.2)
2. Pavel Baranyk, Tom Leitner, Balu Major (64.5)
3. Jake Gauthier, Randy Silvey, Ryan Young (63.7)

### 2011 Praga, Repubblica Ceca
Open Pairs:
1. Claudio Cigna, Marco Prati (71.1)
2. Randy Silvey, Tom Leitner (71.0)
3. Jan Zahradnicek, Larry Imperiale (69.5)

Mixed Pairs:
1. Eleonora Imazio, Fabio Sanna (64,5)
2. Lori Daniels, Jake Gauthier (60.4)
3. Judith Haas, Florian Hess (55.7)

Women Pairs:
1. Lisa Hunrichs, Mary Lowry (59.80)
2. Judith Haas, Bianca Strunz (54.9)
3. Eleonora Imazio, Irena Kulišanová (52.5)

Open Coop:
1. Randy Silvey, Jake Gauthier, Dave Lewis (64,0)
2. Florian Hess, Christian Lamred, Carstem Heim (62.6)
3. Paul Kenny, Fabio Sanna, Marco Prati (62.6)

### 2010 Seattle, Washington
Open Pairs:
1. Matteo Gaddoni, Arthur Coddington (70.6)
2. Dave Lewis, Dave Murphy (70.0)
3. Matt Gauthier, Jake Gauthier (67.6)

Mixed Pairs:
1. Amy Schiller, Dave Schiller (74.0)
2. Lisa Hunrichs, Dave Murphy (69.7)
3. Lori Daniels, Jake Gauthier (67.5)

Women Pairs:
1. Lisa Hunrichs, Cindy Kruger (64.4)
2. Amy Schiller, Caroline Yabe (63.4)
3. Judith Haas, Irena Kulisanova (52.8)

Open Coop:
1. Clay Collera, Joakim Arveskar, Reto Zimmerman (72.3)
2. Paul Kenny, Matteo Gaddoni, Jake Gauthier (70.1)
3. Tom Leitner, Pat Marron, Randy Silvey (67.7)

### 2009 Berlino, Germania
Open Pairs:
1. Tom Leitner, Matteo Gaddoni (71.2)
2. Clay Collera, Claudio Cigna (69.3)
3. Randy Silvey, Arthur Coddington (64.5)

Mixed Pairs:
1. Silvia Caruso, Valerio Occorsio (58.9)
2. Eleonora Imazio, Fabio Sanna (58.4)
3. Lisa Hunrichs, Jan Schreck (57.8)

Women Pairs:
1. Lori Daniels, Sarah Bergman (57.8)
2. Judith Haas, Bianca Strunz (57.6)
3. Eleonora Imazio, Martina Frosini (53.7)

Open Coop:
1. Tom Leitner, Arthur Coddington, Randy Silvey (67.4)
2. Florian Hess, Carsten Heim, Christian Lamred (62.9)
3. Paul Kenny, Balu Major, Gery Nemeth (61.2)

### 2008 Bologna, Italia
Open Pairs:
1. Tom Leitner, Dave Schiller (69.5)
2. Dave Lewis, Pat Marron (68.8)
3. Larry Imperiale, Fabio Sanna (68.7)

Mixed Pairs:
1. Amy Schiller, Dave Schiller (68.4)
2. Lisa Hunrichs, Matt Gauthier (65.3)
3. Eleonora Imazio, Fabio Sanna (59.9)

Women Pairs:
1. Lisa Hunrichs, Cindy Kurger (64.4)
2. Bethany Sanchez, Amy Schiller (61.4)
3. Judith Haas, Bianca Strunz (54.6)

Open Coop:
1. Joakim Arveskär, Clay Collera, Reto Zimmerman (72.5)[16]
2. Dave Lewis, Pat Marron, Randy Silvey (68.2)
3. Larry Imperiale, Tom Lasher, Dan Yarnell (64.9)

### 2007 Amsterdam, Olanda
Open Pairs:
1. Matt Gauthier, Jake Gauthier
2. Fabio Sanna, Larry Imperiale

Mixed Pairs:
1. Lisa Hunrics, Matt Gauthier

Women Pairs:
1. Eleonora Imazio, Silvia Caruso

Open Coop:
1. Fabio Sanna, Antonio Piccio Cusma', Andrea Meola

### 2006 Berlino, Germania (29 - 21 Luglio)[20][21]
Open Pairs:
1. Matt Gauthier , Jake Gauhtier
2. Clay Collerà, Fabio Sanna[22]

Mixed Pairs:
1. Fabio Sanna, Eleonora Imazio

Women Pairs:
1. Mary Lowry, Sarah Bergman[23]

Open Coop:
1. Paul Kenny, Larry Imperiale, Toddy Brodeur[24]

### 2004 Rimini, Italia (31 Luglio - 1 Agosto)
Open Pairs:
1. Dave Lewis, Arthur Coddington (68.4)
2. Tommy Leitner, Pat Marron (67.7)
3. Larry Imperiale, Jeff Kruger (62.2)

Mixed Pairs:
1. Lisa Hunrichs Silvey, Matt Gauthier (67.1)
2. Cindy Kruger, Dave Lewis (63.3)
3. Mary Lowry, Larry Imperiale (57.9)

Women Pairs:
1. Cindy Kruger, Lisa Hunrichs Silvey (66.4)
2. Sarah Bergman, Mary Lowry (51.1)
3. Lori Daniels, Bethany Sanchez (45.7)

Open Coop:
1. Toddy Brodeur, Larry Imperiale, Paul Kenny (66.7)[25]
2. Arthur Coddington, Dave Lewis, Pat Marron (66.6)
3. Clay Collera, Tommy Leitner, Andrea Meola (60.4)

### 2001 San Diego, California
Open Pairs:
1. Arthur Coddington, Dave Lewis (72.1)[26]
2. Larry Imperiale, Paul Kenny (70.6)
3. Dave Murphy, Joel Rogers (66.7)

Mixed Pairs:
1. Mary Jorgenson, Dan Yarnell (66.0)[27]
2. Nikki Ross, Dave Murphy (60.7)
3. Judy Robbins, Larry Imperiale (59.6)

Women Pairs:
1. Stacy McCarthy, Amy Schiller (66.0)[28]
2. Lisa Hunrichs, Cindy Kruger (64.4)
3. Deanna Ross, Nikki Ross (52.6)

Open Coop:
1. Arthur Coddington, Dave Lewis, Dave Schiller (71.8)
2. Paul Kenny, Randy Silvey, Dan Yarnell (69.3)
3. Larry Imperiale, Tom Leitner, Dave Murphy (68.6)[29]

### 2000 Seattle, Washington
Open Pairs:
1. Randy Silvey, Dan Yarnell (68.0)[30]
2. Joel Rogers, Dave Schiller (66.7)
3. Paul Kenny, Jeff Kruger (63.1)

Mixed Pairs:
1. Lisa Hunrichs, Arthur Coddington (65.4)[31]
2. Judy Robbins, Dave Schiller (64.6)
3. Anne Graves, Peter Laubert (57.7)

Women Pairs:
1. Lisa Hunrichs, Mary Jorgenson (59.2)[32]
2. Cindy Kruger, Brenda Savage (55.1)
3. Judy Robbins, Anne Graves (53.8)

Open Coop:
1. Arthur Coddington, Tom Leitner, Dave Lewis (67.3)
2. Paul Kenny, Randy Silvey, Dan Yarnell (64.4)[33]
3. Larry Imperiale, Joel Rogers, Dave Schiller (63.3)

### 1993 Seattle, Washington
Open Pairs:
1. Jonathan Willett, Mikey Reid

Mixed Pairs:
1. Gina Sample, Jan Ekman

Open Coop:
1. Ted Oberhaus Jan Ekman Larry Imperiale

### 1990 Santa Cruz, California[34]
Open Pairs:
1. Larry Imperiale, Steve Hubbards
2. Tom Leitner, Kevin Givens
3. Dave Schiller, John Jewell

Mixed Pairs:
1. Stacy McCarthy, Rick Castiglia
2. Gina Sample, Joel Rogers
3. Mike Connaway, Judy Robbins

Women Pairs:
1. Stacy McCarthy, Amy Schiller
2. Kate Dow, ...
3. Amanda Mandy Carriero, Gina Sample

Open Coop:
1. Dave Schiller, Joel Rogers, Rick Castiglia
2. Tom Leitner, John Jewell, Kevin Givens
3. Dave Zeff, Mika Nordman, Richie Smits

### 1988 Santa Barbara, California
Open Pairs:
1. Chip Bell, Joey Hudoklin
2. Skippy Jammer, Tom Leitner
3. Doug Branigan, Rick Castiglia

Mixed Pairs:
1. Kate Dow, Dave Schiller

Women’s Pairs:
1. Stacy Anderson, Carolyn Yabe

Open Co-op:
1. Larry Imperiale, Skippy Jammer, Tom Leitner
2. Dave Murphy, Joel Rogers, Dave Schiller
3. Bob Coleman, Hal Erikson, Mika Nordman

### 1982 Austin, Texas (FPA New World Tour: World Freestyle Championships)
Open Pairs:
1. Bill Wright, Doug Brannigan
2. Larry Imperiale, Rick Castiglia
3. Richie Smits, Joey Hudoklin

Mixed Pairs:
1. Kate Dow, Joey Hudoklin
2. ... , Bill Wright
3. Carla Hoffmeyer, Deaton Mitchell

Open Coop:
1. Chris Ryan, Allen Elliott, Donny Rhodes
2. Jim Schmal (now Benson), Deaton Mitchell, Darryl Allen
3. Dan Meyers, Paul Cameron, ...

### 1981 Pasadena, California (Rose Bowl World Frisbee Championships)
Women Pairs:
1. Kate Dow, Connie Bond
2. Sue Strait, Jane Engelhardt
3. ... , Gee Kirkland

Open Coop:
1. Donny Rhodes, Jeff Felberbaum, Allen Elliott
2. John Jewell, Richie Smits, Joey Hudoklin
3. Doug Brannigan, Rick Castiglia, Bill Wright